# Myerstown
Myerstown és una població dels Estats Units a l'estat de Pennsilvània. Segons el cens del 2000 tenia 3.171 habitants.

## Demografia
Segons el cens del 2000, Myerstown tenia 3.171 habitants, 1.265 habitatges, i 810 famílies. La densitat de població era de 1.375,7 habitants/km².
Dels 1.265 habitatges en un 29,6% hi vivien nens de menys de 18 anys, en un 50,4% hi vivien parelles casades, en un 9,5% dones solteres, i en un 35,9% no eren unitats familiars. En el 31,5% dels habitatges hi vivien persones soles el 16,1% de les quals corresponia a persones de 65 anys o més que vivien soles. El nombre mitjà de persones vivint en cada habitatge era de 2,33 i el nombre mitjà de persones que vivien en cada família era de 2,91.
Per edats la població es repartia de la següent manera: un 22,2% tenia menys de 18 anys, un 7% entre 18 i 24, un 29,6% entre 25 i 44, un 19,2% de 45 a 60 i un 22% 65 anys o més.
L'edat mediana era de 38 anys. Per cada 100 dones de 18 o més anys hi havia 81,5 homes.
La renda mediana per habitatge era de 36.563 $ i la renda mediana per família de 45.698 $. Els homes tenien una renda mediana de 31.985 $ mentre que les dones 20.684 $. La renda per capita de la població era de 17.177 $. Entorn del 4,6% de les famílies i el 6,6% de la població estaven per davall del llindar de pobresa.

## Poblacions més properes
El següent diagrama mostra les poblacions més properes.